# Facultad de Veterinaria (Universidad de Zaragoza)
La Facultad de Veterinaria es el centro de la Universidad de Zaragoza donde que se imparte la enseñanza de las titulaciones de grado y  doctorado en Veterinaria y en Ciencia y Tecnología de los Alimentos, contando también con varios títulos de máster relacionados con estas ciencias. 
La facultad está situada en el Campus de Veterinaria, uno de los campus universitarios de la ciudad de Zaragoza, en la calle Miguel Servet 177, en las afueras de la ciudad, en dirección a Castellón, pero todavía dentro del caso urbano.Además de las instalaciones generales, aulas y laboratorios de enseñanza e investigación, cuenta con una zona de granjas, clínica veterinaria y una planta piloto de procesado de alimentos.

## Historia
La enseñanza científica de la Veterinaria comenzó en España con el establecimiento en Madrid de la Real Colegio-Escuela Nacional de Veterinaria, en 1792. La importancia de estos estudios, y la necesidad de personas formadas en el tema, que superaran a los antiguos albéitares, hizo que el Colegio de Albéitares de Zaragoza y el procurador síndico de la ciudad enviaran en 1827 un memorial al rey Fernando VII solicitando la creación de una escuela veterinaria, dirigida por la Colegio y que debería ser económicamente autosuficiente.Aunque en ese momento no se consiguió lo solicitado, cuando posteriormente se hizo patente la necesidad de más profesionales formados, se crearon las llamadas Escuelas Subalternas de Veterinaria. Mediante una Real Orden de 19 de agosto de 1847, de la reina Isabel II, fueron creadas las dos primeras, en las ciudades de Zaragoza y de Córdoba, la segunda de las cuales también se transformará posteriormente en Facultad de Veterinaria. Posteriormente se crearon las escuelas subalternas de León y de Santiago de Compostela. Esta última, que comenzó a funcionar en 1882, fue eliminada en 1924.

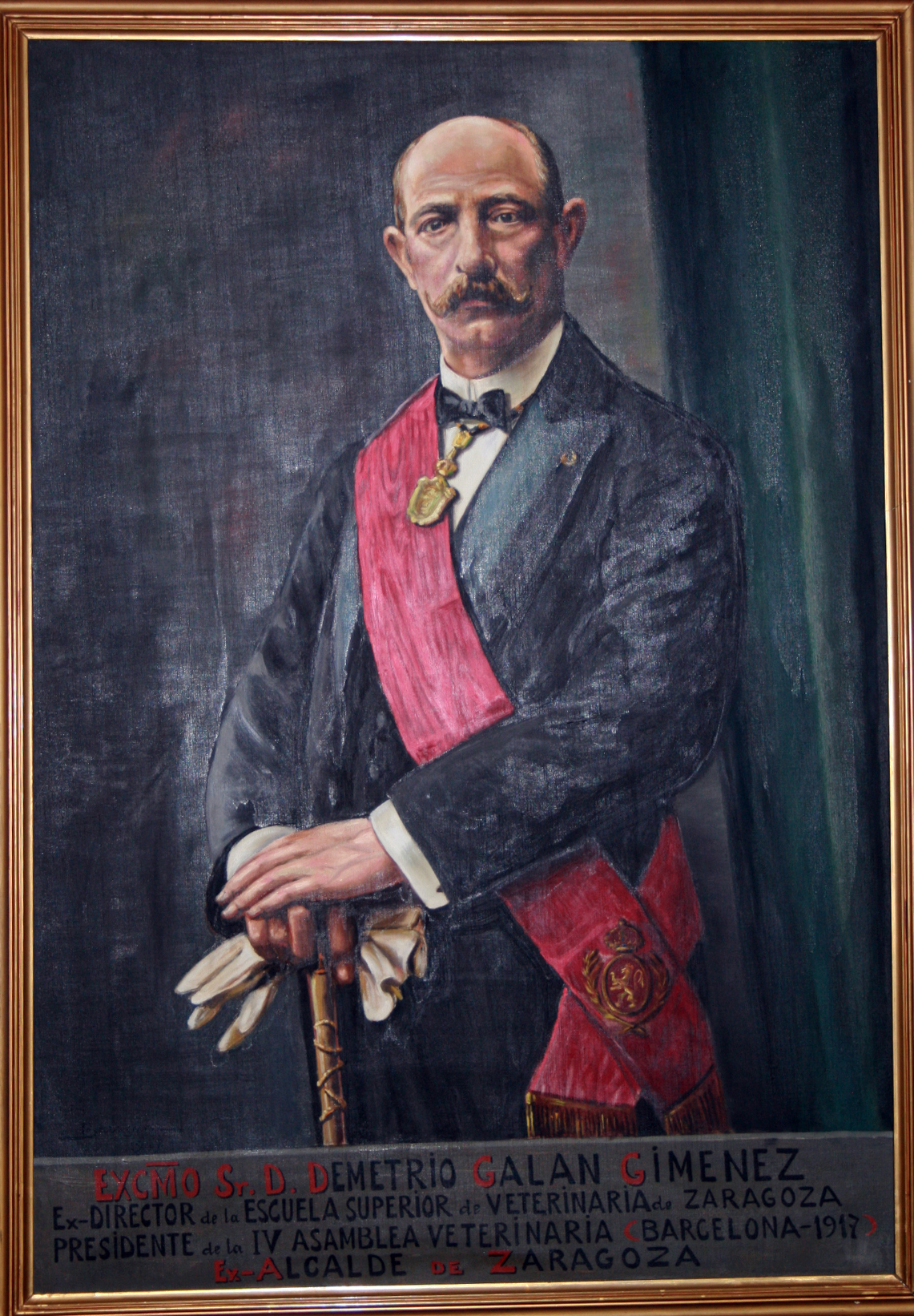
Demetrio Galán Giménez, Demetrio Galán Giménez, que fue director de la Escuela Superior de Veterinaria de Zaragoza entre 1918 y 1920, y también alcalde de Zaragoza. Pintura al óleo de José Balasanz (1885-1952). Facultad de Veterinaria de Zaragoza

Inicialmente, la escuela de Madrid formaba Veterinarios de Primera Clase, con cuatro años de estudios, mientras que los de Zaragoza y Córdoba, con tres años de estudios, eran Veterinarios de Segunda Clase, que tenían competencia solamente en la cura y herrado de equinos.Según el programa , el primer año se estudiaba la anatomía y exterior del caballo, fisiología e higiene, el segundo la patología general y especial, terapéutica, farmacología, arte de recetar, y obstetricia, y el tercero operaciones, vendajes, arte de herrar, medicina legal y clínica.En mayo de 1848 se nombró al primer catedrático de la escuela de Zaragoza, Anastasio Ortiz de Landazuri. El primer año, 1849, salieron 45 veterinarios formados, mientras que el año 1852 ya fueron 155 los egresados.
En 1857 se modificó el plan de estudios, asignando a las escuelas de veterinaria la categoría de Escuelas Especiales, ampliando la enseñanza un año más y dando a quienes cursaban la carrera competencias médicas y quirúrgicas sobre todo tipo de animales. En la escuela de Madrid podía cursarse un año más. En 1871 se unificaron los estudios de Veterinaria, eliminando la diferencia categoría entre la de Madrid y las otras escuelas.En 1923 se concedió la categoría de estudios superiores a la Veterinaria, y en 1927 la Escuela de Zaragoza pasó a denominarse Escuela Superior de Veterinaria de Zaragoza. 
La Escuela Subalterna de Zaragoza tuvo desde el principio el problema de no contar con locales adecuados para su instalación. Aunque existían varios antiguos conventos desamortizados, los daños producidos durante los Sitios, que no habían sido reparados, los hacían inutilizables sin una gran inversión, que no estaba disponible. La amenaza de eliminar la concesión de la escuela si no se comenzaban las clases hizo que se alquilara una casa particular en la calle Mayor de la ciudad. Los estudios comenzaron en noviembre de 1848, con treinta estudiantes, que abonaron 80 reales de tasa de matrícula cada uno. De ellos, pasaron 21 al siguiente curso, y cinco terminaron los estudios en 1851. Tras varios traslados, en 1872  quedó instalada en lo que había sido convento del Carmen.  En 1951 se trasladó a su ubicación actual. El primero de los edificios construido y utilizado fue inaugurado por el ministro de Educación Nacional Joaquín Ruiz-Giménez Cortés el 20 de octubre de 1951. 
El 29 de julio de 1943, se estableció que las cuatro  Escuelas Superiores de Veterinaria que existían, en Madrid, Zaragoza, Córdoba y León, se transformaban en Facultades, y al año siguiente se modificó el plan de estudios de la carrera. Una nueva modificación, en 1953, hizo pasar el número de cursos de cinco a seis, aunque se volvió a la situación anterior en 1967. En este plan se incluía entre las competencias de los veterinarios la obtención, industrialización y tipificación de los productos animales. Además de las asignaturas obligatorias, en cuarto y quinto curso se podía optar a cursar uno de los tres grupos de asignaturas, las correspondientes a Clínicas y Epizootiología, Producción Animal,  y Sanidad e Industria de los Alimentos. En el plan de estudios de 1973, estos grupos de asignaturas optativas se transformaron en especialidades de segundo ciclo (cursos cuarto y quinto), con las denominaciones de Medicina y Sanidad, Producción Animal y Economía, y Bromatología, Sanidad y Tecnología de los Alimentos. En 1990 se realizó una modificación del plan de estudios para incluir nuevas asignaturas que permitieran que las tres especialidades fueran homologables con los de los otros países de la Unión Europea. En 1999, un nuevo plan de estudios eliminaba las especializaciones. 

## Estudios[4]
En la Facultad de Veterinaria de Zaragoza se ofrecen los siguientes estudios de grado, según el Plan Bolonia:
- Grado en Veterinaria
- Grado en Ciencia y Tecnología de los Alimentos
- Doble grado consecutivo en Ciencia y Tecnología de los Alimentos /  Ingeniería Agroalimentaria y del Medio Rural

Respecto a los estudios oficiales de posgrado, se puede estudiar actualmente cuatro másteres universitarios oficiales:
- Máster en Calidad, Seguridad y Tecnología de los Alimentos
- Master en Nutrición Animal
- Mastér en Sanidad y Producción Porcina
- Máster Universitario en Salud Global

Por otro lado, se ofrecen varios estudios propios (másteres, posgrados y diplomas de especialización).

### Hospital veterinario

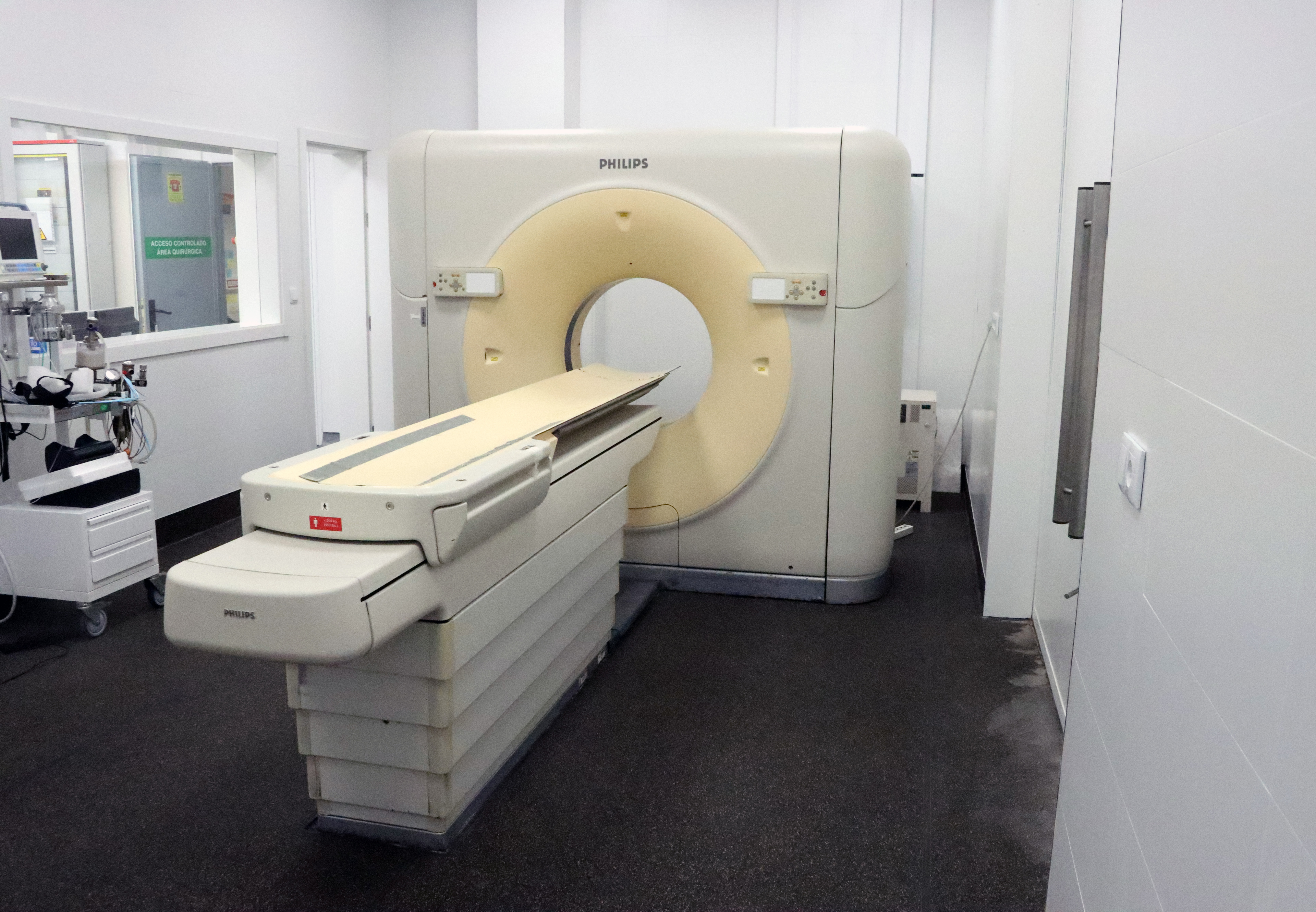
Tomógrafo computerizado TC Philips modelo Brilliance de 64 cortes instalado en el hospital veterinario de la Facultad de Veterinaria de Zaragoza

La facultad de Veterinaria de la Universidad de Zaragoza cuenta con un hospital veterinario con instalaciones y equipamiento dedicados a la docencia destinada a los propios estudiantes de la facultad, a estudios de porstgrado y a la investigación. También se utiliza en  enseñanza no reglada para la formación continua de los veterinarios. Se divide en dos áreas, nominalmente  de pequeños y grandes animales animales. La de grandes animales se dedica fundamentalmente a mascotas (perros y gatos) aunque también puede tratar otras especies, incluso animales exóticos o fauna salvaje. la de grandes animales se ocupa fundamentalmente del tratamiento de caballos.  Cuenta con equipos de diagnóstico avanzado, entre ellos un equipo de tomografía computerizada que fue cedido por el Hospital Clínico Universitario Lozano Blesa y adaptado para el uso con grandes animales.

### Ciencia y Tecnología de los Alimentos

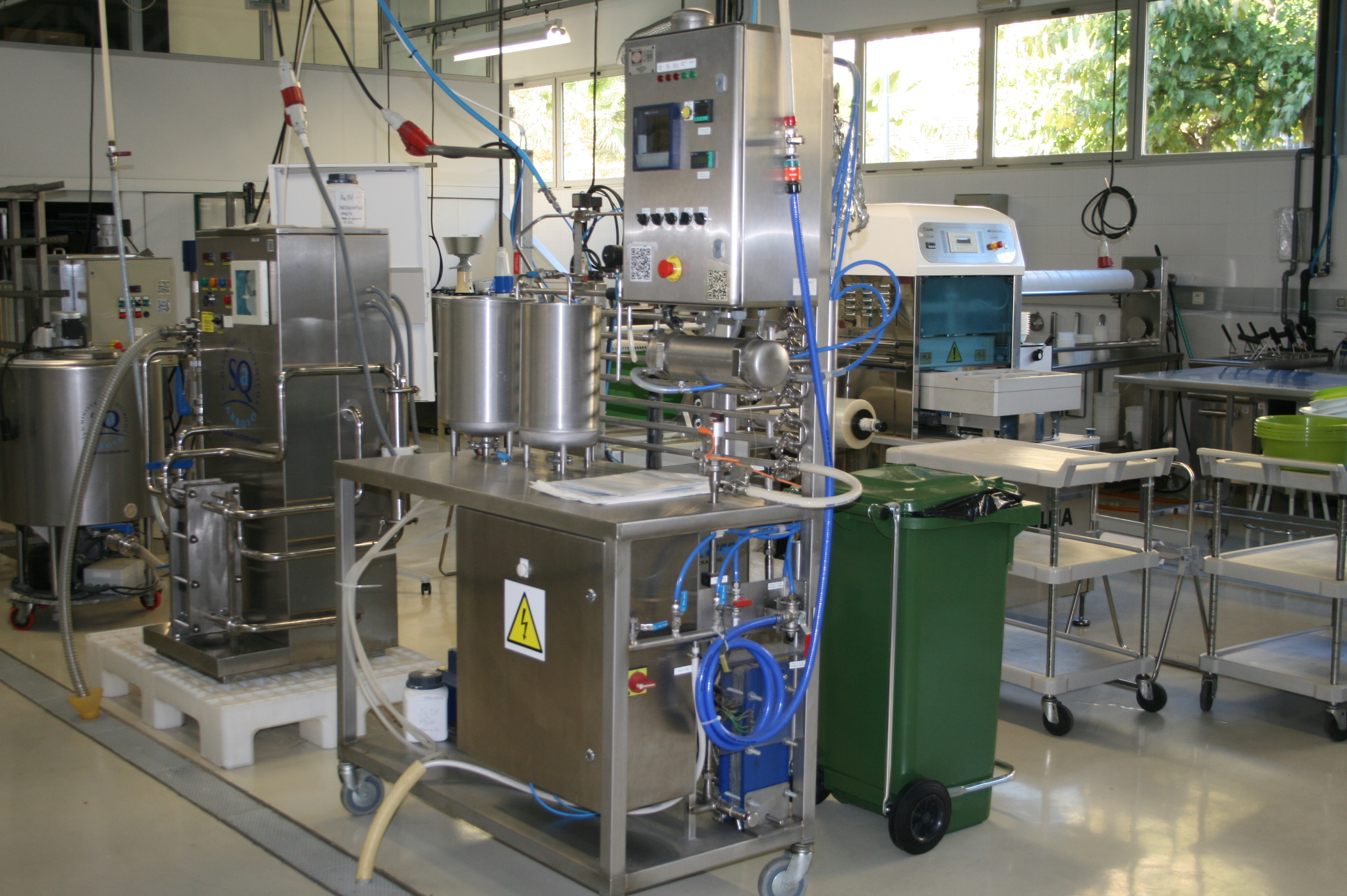
Equipamiento de la planta piloto del campus de Veterinaria de la Universidad de Zaragoza

En el plan de estudios  de Veterinaria de la Facultad de Zaragoza de 1967 aparecían como obligatorias las asignaturas de Bromatología y de Tecnología de los Alimentos, y la posibilidad de optar por uno de tres grupos de asignaturas optativas en cuarto y quinto curso. Uno de los grupos, el de Tecnología de los Alimentos, se transformó en una nueva titulación, primero de segundo ciclo y posteriormente en una titulación completa, con cuatro cursos académicos. Esta licenciatura se imparte en la facultad de Veterinaria de Zaragoza desde el curso 1994-95. El año 2003 se puso en marcha la planta piloto para elaboración experimental de alimentos, destinada a docencia y a investigación. 

## Museo de anatomía veterinaria

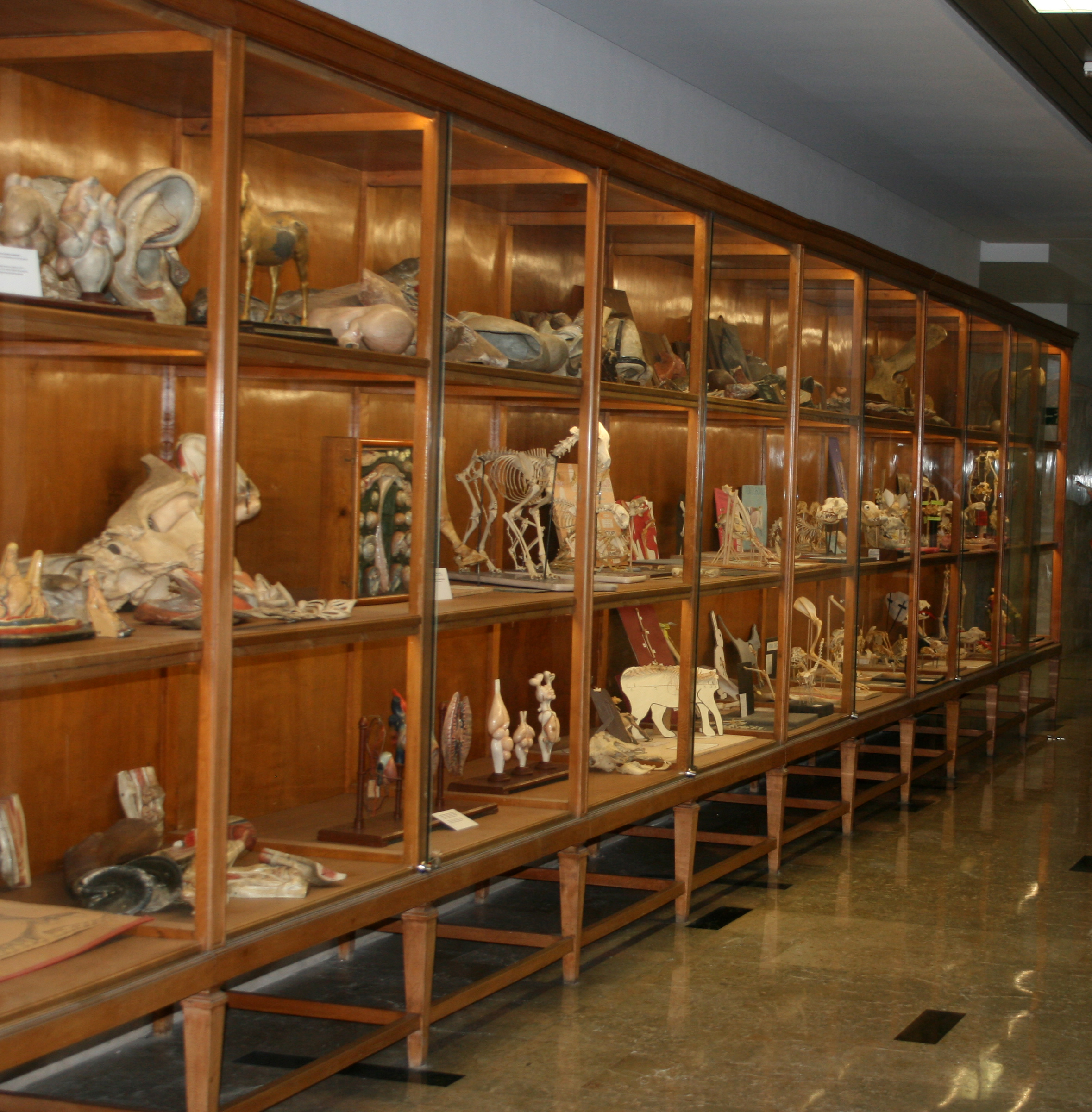
Vista parcial del museo de anatomía veterinaria

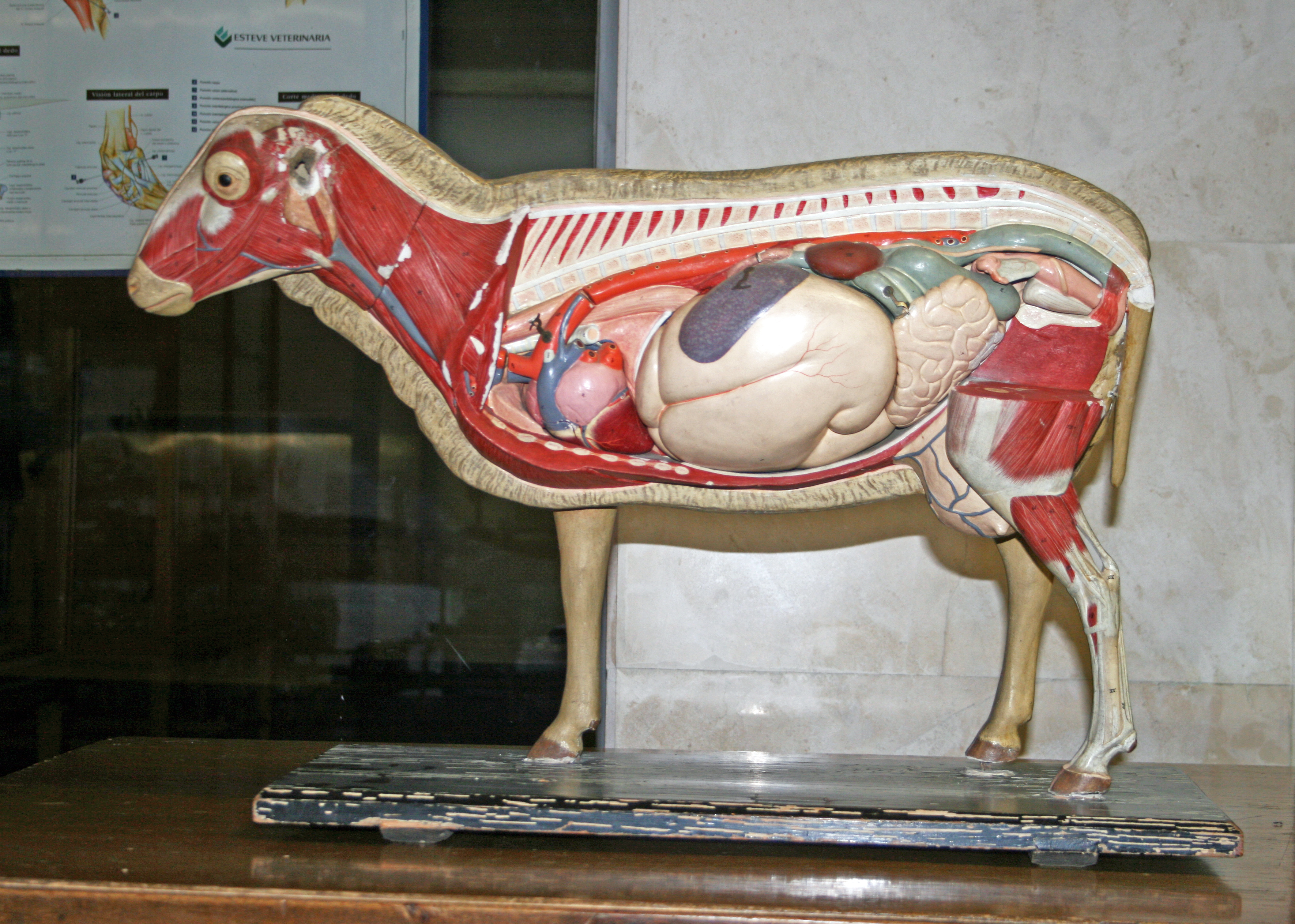
Modelo de anatomía de la oveja, de cartón piedra, desmontable. Museo de anatomía veterinaria

A lo largo de su historia, la facultad de Veterinaria de la Universidad de Zaragoza ha ido reuniendo un importante patrimonio cultural relacionado con su actividad. Pueden destacarse la colección de modelos anatómicos realizados en cartón piedra, desmontables, utilizados para estudiar la distribución de  los órganos internos de diversas especies animales. El más notable es el modelo clástico de caballo fabricado por Louis Azoux en Francia a mediados del siglo XIX. De este caballo se adquirieron ejemplares hacia 1860 para las Escuelas de Veterinaria de Madrid, Zaragoza, Córdoba y León. Posteriormente se adquirieron modelos desmontables de otros animales y de órganos y piezas anatómicas separadas. 
En la colección del museo de anatomía veterinaria se encuentran también esqueletos completos de distintas especies animales, preparados a lo largo de los años por profesores y estudiantes de la Facultad. 

## Lista de decanos[7]

### Directores de la Escuela de Veterinaria de Zaragoza
| Años      | Nombre                       | Trabajo                                                                                                | Notas                                              |
| --------- | ---------------------------- | --- | -------------------------------------------------- |
| 1848–1866 | Anastasio Ortiz de Landázuri | Catedrático de Anatomía y Fisiología                                                                   | Interino hasta 1851                                |
| 1866–1868 | Pedro Martínez de Anguiano   | Catedrático                                                                                            | Destituido por la Junta Revolucionaria de Zaragoza |
| 1868-1875 | Pedro Cuesta Rodríguez       | Catedrático de Patología y Terapéutica                                                                 | Destitudo por Orden del Ministerio de la Regencia  |
| 1875–1900 | Pedro Martínez de Anguiano   | Catedrático                                                                                            | Nombrado por el Ministerio de la Regencia          |
| 1901–1908 | José Robert y Serrat         | Catedrático de Anatomía                                                                                | Renuncia al cargo                                  |
| 1908–1918 | Pedro Aramburo Altuna        | |                                                    |
| 1918-1920 | Demetrio Galán Giménez       | Catedrático de Agricultura y Derecho Veterinario y Zootécnico y Policía Sanitaria                      | Murió en 1920                                      |
| 1920      | Pedro Martínez Baselga       | Catedrático de Patología y Terapéutica                                                                 | Interino                                           |
| 1920–1933 | Pedro Moyano Moyano          | Catedrático de Fisiología e Higiene                                                                    |                                                    |
| 1933      | Eduardo Respaldiza Ugarte    | Catedrático de Enfermedades Parasitarias y Infectocontagiosas                                          |                                                    |
| 1933–1943 | José Giménez Gacto           | Catedrático de Anatomía Descriptiva y Nociones de Embriología y Teratología de los Animales Domésticos |                                                    |

### Decanos de la Facultad de Zaragoza
| Años      | Nombre                             | Trabajo                                                                            | Notas        |
| --------- | ---------------------------------- | ---------------------------------------------------------------------------------- | ------------ |
| 1943–1949 | Eduardo Respaldiza Ugarte          | Catedrático de Enfermedades Parasitarias y Infectocontagiosas                      |              |
| 1950–1963 | Juan Bautista Bastero Beguiristain | Catedrático de Física y Química Aplicada                                           |              |
| 1964-1967 | Félix Pérez y Pérez                | Catedrático de Patología Quirúrgica, Obstetricia y Enfermedades de la Reproducción |              |
| 1967–1970 | Ángel Sánchez Franco               | Catedrático de Enfermedades Infecciosas                                            |              |
| 1970–1973 | Jesús Sáinz y Sáinz-Pardo          | Catedrático de Fisiología, Química biológica y Alimentación                        |              |
| 1973–1980 | Clemente Sánchez-Garnica y Montes  | Catedrático de Pataología General y Médica                                         |              |
| 1981-1984 | José Antonio Bascuas Hasta         | Catedrático de Histología y Anatomía Patológica                                    |              |
| 1984-1989 | Juan José Badiola                  | Catedrático de Sanidad Animal                                                      |              |
| 1989–1992 | Emilio Manrique Persiva            |                                                                                    |              |
| 1992-1998 | Antonio Herrera Marteache          | Catedrático de Nutrición y Bromatología                                            |              |
| 1998–2003 | María Teresa Verde Arribas         | Profesora titular de Medicina y Cirugía Animal                                     |              |
| 2003      | Miguel Ángel Bregante Ucedo        | Profesor titular de Farmacología y Fisiología                                      | En funciones |
| 2003–2007 | Manuel Gascón Pérez                | Catedrático de Medicina y Cirugía Animal                                           |              |
| 2007–2015 | Jesús García Sánchez               | Profesor titular de Sanidad Animal                                                 |              |
| 2015–2023 | Manuel Gascón Pérez                | Catedrático de Medicina y Cirugía Animal                                           |              |
| 2023–Hoy  | Cristina Acín Tresaco              | Profesora titular de Sanidad Animal                                                |              |